# Russell Roberts (Schauspieler)
Russell Roberts (* 1956 in Wales, Vereinigtes Königreich) ist ein kanadischer Schauspieler und Synchronsprecher.

## Leben
Roberts wurde in Wales geboren wurde allerdings in Kanada heimisch. Er ist mit der kanadischen Schauspielerin Colleen Winton verheiratet. Die beiden sind Eltern zweier Kinder.
Ende der 1980er Jahre übernahm Roberts erste Episodenrollen in verschiedenen Fernsehserien. 2001 hatte er eine Nebenrolle im Fernsehzweiteiler Die Unicorn und der Aufstand der Elfen. 2014 verkörperte er im Katastrophenfernsehfilm Zodiac – Die Zeichen der Apokalypse die Rolle des Dr. Bowles. 2015 spielte er im Film Ein Adam kommt selten allein die Rolle des Professor Lloyd. Vom 7. Dezember 2017 bis zum 24. Dezember 2017 stellte er den mürrischen und geizigen Ebenezer Scrooge im Theaterstück A Christmas Carol am Gateway Theatre dar.
Seit Ende der 1990er Jahre ist Roberts auch als Synchronsprecher, speziell für die englischsprachige Fassung von Animes, zu hören. Er lieh 1998 in 104 Episoden der Zeichentrickserie Pocket Dragon Abenteuer verschiedenen Charakteren seine Stimme. Zwischen 2009 und 2012 sprach er auch Charaktere in der Zeichentrickserie Iron Man – Die Zukunft beginnt.

## Filmografie (Auswahl)
- 1989: MacGyver (Fernsehserie, Episode 4x08)
- 1990: Bordertown (Fernsehserie, Episode 2x06)
- 1990: Short Time – Nichts als Ärger mit dem Kamikaze-Cop (Short Time)
- 1990: Stephen Kings Es (Stephen King’s It, Fernsehfilm)
- 1993: Der Seewolf (The Sea Wolf, Fernsehfilm)
- 1993: Die Chaos-Kanone (Ernest Rides Again)
- 1993: Der Polizeichef – Eis im Blut (The Commish, Fernsehserie, Episode 3x11)
- 1994: Highlander (Fernsehserie, Episode 2x11)
- 1996: Strange Luck – Dem Zufall auf der Spur (Strange Luck, Fernsehserie, Episode 1x15)
- 1997: Police Academy (Police Academy: The Series, Fernsehserie, Episode 1x06)
- 1998: Dead Man’s Gun (Fernsehserie, Episode 1x15)
- 1998: Die neue Addams Familie (The New Addams Family, Fernsehserie, Episode 1x21)
- 1999: Seven Days – Das Tor zur Zeit (Seven Days, Fernsehserie, Episode 2x09)
- 2000: Stargate – Kommando SG-1 (Stargate SG-1, Fernsehserie, Episode 3x21)
- 2000: Best Actress (Fernsehfilm)
- 2000: Hollywood Off-Ramp (Fernsehserie, Episode 1x18)
- 2001: Los Luchadores (Fernsehserie, Episode 1x01)
- 2001: Die Unicorn und der Aufstand der Elfen (Voyage of the Unicorn, Fernsehfilm)
- 2001: Night Visions (Fernsehserie, Episode 1x06)
- 2001: Zwei Superbabies starten durch (Oh, Baby, Fernsehfilm)
- 2009: Last Impact – Der Einschlag (Impact, Fernsehfilm)
- 2009: New Moon – Biss zur Mittagsstunde (The Twilight Saga: New Moon)
- 2010: Psych (Fernsehserie, Episode 5x04)
- 2011: Hamlet
- 2012: Gregs Tagebuch 3 – Ich war’s nicht! (Diary of a Wimpy Kid: Dog Days)
- 2012: Bread of Heaven (Kurzfilm)
- 2012–2015: Supernatural (Fernsehserie, 3 Episoden, verschiedene Rollen)
- 2013: Almost Home (Kurzfilm)
- 2014: Die Spielzeugfabrik (Some Assembly Required, Fernsehserie, 3 Episoden)
- 2014: Zodiac – Die Zeichen der Apokalypse (Zodiac: Signs of the Apocalypse, Fernsehfilm)
- 2014: A Job (Kurzfilm)
- 2015: Splitting Adam (Fernsehfilm)
- 2015: Once Upon a Time – Es war einmal … (Once Upon a Time, Fernsehserie, Episode 4x15)
- 2017: Flucht aus Mr. Lemoncellos Bibliothek (Escape from Mr. Lemoncello’s Library, Fernsehfilm)
- 2019–2020: Riverdale (Fernsehserie, 2 Episoden)
- 2020: Picture Perfect Mysteries – Dead Over Diamonds (Fernsehfilm)
- 2020: Mein WWE Main Event (The Main Event)
- 2021: Legends of Tomorrow (Fernsehserie, Episode 6x05)
- 2021: Fishing for Love (Fernsehfilm)
- 2021: Mixtape
- 2022: Janette Oke: Die Coal Valley Saga (When Calls the Heart, Fernsehserie, Episode 9x01)

## Synchronisationen
- 1998: Master Keaton (MASTERキートン, Zeichentrickserie)
- 1998: Pocket Dragon Abenteuer (Pocket Dragon Adventures, Zeichentrickserie, 104 Episoden)
- 1999: Infinite Ryvius (無限のリヴァイアス/Mugen no rivaiasu, Zeichentrickserie, Episode 1x12)
- 2001: Project ARMS (Project ARMS, Zeichentrickserie, Episode 2x06)
- 2001: MegaMan NT Warrior  (ロックマンエグゼ/Rokkuman Eguze, Zeichentrickserie)
- 2002: Barbie als Rapunzel (Barbie as Rapunzel, Animationsfilm)
- 2003: Ben Hur (Zeichentrickfilm)
- 2003: Dokkoida!? (住めば都のコスモス荘/Sumeba Miyako no Cosmos-sô suttoko taisen Dokkoidâ, Zeichentrickserie, 8 Episoden)
- 2003–2004: Zoids: Fuzors (ゾイド・フューザース/Zoids Fuzors, Zeichentrickserie, 14 Episoden)
- 2004: Polly World (Zeichentrickfilm)
- 2005: Barbie und der geheimnisvolle Pegasus (Barbie and the Magic of Pegasus, Animationsfilm)
- 2005: Ghost in the Shell: Stand Alone Complex – The Laughing Man (Kôkaku kidôtai: Stand alone complex – The laughing man, Zeichentrickfilm)
- 2005: 2 Cool at the Pocket Plaza (Zeichentrickfilm)
- 2006: Ghost in the Shell: S.A.C. 2nd GIG – Individual Eleven (Kôkaku kidôtai: S.A.C. 2nd GIG – Individual eleven, Zeichentrickfilm)
- 2006: Hier ist Ian (Being Ian, Zeichentrickserie, Episode 2x25)
- 2006: .hack//Roots (ドットハック ルーツ, Zeichentrickserie, 26 Episoden)
- 2006: Polly World – Polly Pocket in ihrer ersten Filmrolle (Polly World, Zeichentrickfilm)
- 2006: Krypto der Superhund (Krypto the Superdog, Zeichentrickserie, Episode 2x11)
- 2007: Barbie als Prinzessin der Tierinsel (Barbie as the Island Princess, Animationsfilm)
- 2007: Empire Earth 3 (Computerspiel)
- 2007: Barbie als Prinzessin der Tierinsel (Barbie as the Island Princess, Computerspiel)
- 2008: Abenteuer in Jerusalem – Jesus und die Tiere (At Jesus’ Side, Zeichentrickfilm)
- 2009–2010: Marla spricht! (Martha Speaks, Zeichentrickserie, 29 Episoden)
- 2009–2012: Iron Man – Die Zukunft beginnt (Iron Man: Armored Adventures, Zeichentrickserie, 2 Episoden)
- 2010: Planet Hulk (Zeichentrickfilm)
- 2013: Barbie – Mariposa und die Feenprinzessin (Barbie Mariposa and the Fairy Princess, Animationsfilm)
- 2016–2017: My Little Pony – Freundschaft ist Magie (My Little Pony: Friendship is Magic, Zeichentrickserie, 2 Episoden)

## Theater (Auswahl)
- 2017: A Christmas Carol, Regie: Michael Shamata, Gateway Theatre